# Haimar Zubeldia
Haimar Zubeldia Agirre (Spanyolország, Usurbil,  1977. április 1. –) baszk kerékpáros. 2017-ben visszavonult a versenyzéstől.

## Eddigi eredményei
2000

1. összetettben - Bicicleta Vasca

1. - 4. szakasz, Bicicleta Vasca

Fehér trikó a Critérium du Dauphiné Libéré-n

2. összetettben - Critérium du Dauphiné Libéré

10. összetettben - Vuelta a España
2001

5. - 18. szakasz, Vuelta a España

7. összetettben - Volta a Catalunya
2002

Fehér trikó a Critérium du Dauphiné Libéré-n

2. - 11. szakasz, Vuelta a España

3. - 5. szakasz, Vuelta a España

3. - 3. szakasz, Critérium du Dauphiné Libéré

4. összetettben - Critérium du Dauphiné Libéré

10. összetettben - Vuelta a España
2003

3. - Prologue, Tour de France

3. - 13. szakasz, Tour de France

4. - 12. szakasz, Tour de France

4. - 15. szakasz, Tour de France

5. összetettben - Tour de France

5. - 8. szakasz, Tour de France
2004

3. összetettben - Vuelta Asturias

5. összetettben - Euskal Bizikleta
2005

7. összetettben - Clásica de San Sebastián

15. összetettben - Tour de France
2006

8. összetettben - Tour de France

8. összetettben - Euskal Bizikleta

10. összetettben - Vuelta a Castilla y Leon
2007

5. összetettben - Tour de France
2008
Eddigi eredményei a Tour de France-on:
- 2001 – 73.
- 2002 – 39.
- 2003 – 5.
- 2004 – feladta
- 2005 – 15.
- 2006 – 9.
- 2007 - 5.
- 2008 - 45.